# Maximino Martínez Miranda
Maximino Martínez Miranda (Palos Altos, Soyaniquilpan de Juárez, Estado de México 29 de mayo de 1951) obispo auxiliar de la Diócesis de Toluca y fue obispo mexicano de la titular Diócesis de Ciudad Altamirano en el Estado de Guerrero desde el 7 de julio de 2006 hasta diciembre de 2017, siendo ordenado obispo el 31 de agosto del 2006.

## Biografía

### Sacerdocio
Inicialmente fue ordenado sacerdote trabajando para la Diócesis de Atlacomulco de 1979 a 2006.

### Episcopado
Según ha comunicado la Santa Sede, el 28 de octubre de 2017 ha sido nombrado obispo auxiliar de Toluca. Como Obispo de Ciudad Altamirano se había manifestado enérgicamente contra la violencia en el Estado de Guerrero, entre cuyas víctimas ya en 2014 también se encontraban cuatro sacerdotes que fueron asesinados.